# Sarah West
Sarah West, pseudonimo di Sarah Westen Rasmussen (1987), è una cantautrice danese.

## Biografia
Nel 2005 Sarah West ha cantato la sigla del programma di TV 2 Jul i Valhal insieme a Martin Brygmann. Nel 2008 è stata assunta per lavorare come cantautrice dalla Good Songs. Le sue canzoni sono comparse sia negli album di noti artisti danesi, come Nik & Jay, Medina, Lis Sørensen e Szhirley, che in quelli di cantanti internazionali, fra i quali Kate Ryan e Sarah Connor.
Ha avviato la sua carriera di cantante nel 2011 con l'album Like the Sunrise, pubblicato su etichetta discografica Copenhagen Records e distribuito dalla Universal Music Denmark, che ha debuttato alla 36ª posizione nella classifica danese. Nel 2015 ha registrato il brano Me 4 U con Omi, incluso nell'album omonimo del cantante giamaicano.

## Discografia

### Album in studio
- 2011 – Like the Sunrise

### Singoli
- 2005 – Jul i Valhal (con Martin Brygmann)
- 2018 – Closure
- 2019 – Feelings
- 2019 – I Am
- 2020 – Det var dig
- 2020 – Best Part
- 2020 – En dag ad gangen

### Collaborazioni
- 2013 – Be with You (Alligator feat. Sarah West)